# Offizielles Spediteur-Adressbuch
Das Offizielle Spediteur Adressbuch (kurz SPA) ist ein Nachschlagewerk innerhalb der Verkehrs- und Logistikbranche.
Es erschien von 1950 bis 2017 bei der DVV Media Group GmbH (vormals Deutscher Verkehrs-Verlag), seitdem bei der TRENZ GmbH. Das Adressbuch erscheint jährlich und bietet eine Übersicht des Speditionsgewerbes im In- und Ausland. Der Verlags- und Redaktionssitz befindet sich in Bremen.
Das Spediteur Adressbuch wird in Zusammenarbeit mit dem Deutschen Speditions- und Logistikverband e. V. (DSLV) sowie der Internationalen Föderation der Spediteur-Organisation (FIATA) produziert. Seit 2002 hat das SPA auch einen eigenen Webauftritt, der die bis 2012 beigelegte Adress-CD abgelöst hat und die Online-Adresssuche ermöglicht.
Das Adressbuch umfasst Speditionsunternehmen aller Kontinente, die nach Ländern untergliedert  sind. Neben den geographischen Suchparametern gibt es weitere Filter wie beispielsweise Qualifizierungen, Leistungen sowie Service und Dienstleistungen.